# Phaenostictus
Genre
Phaenostictus est un genre monotypique de passereaux de la famille des Thamnophilidae et dont la seule espèce est Phaenostictus mcleannani, le fourmilier ocellé. On le trouve en Colombie, au Costa Rica, en Équateur, à Honduras, au Nicaragua et au Panama.
Phaenostictus mcleannani mesure 19 cm et pèse environ 50 g. Son œil est entouré d'une large étendue de peau bleue ciel. Bien que le plumage varie légèrement entre les trois sous-espèces, il possède une couronne grise, une gorge noire et une poitrine chamois virant en un ventre et un dos tacheté de noir.
Le fourmilier ocellé se nourrit principalement d'insectes et d'arthropodes, et aussi parfois de petits lézards. Il obtient la plupart de ses proies en suivant les pistes de fourmis légionnaires, notamment Eciton burchellii, qui chassent les proies de leurs cachettes. Le fourmilier ocellé est considéré comme un suiveur obligatoire de ces fourmis, puisqu'il ne cherche que rarement sa nourriture en dehors des colonies.
Le comportement social de Phaenostictus mcleannani est inhabituel pour un Thamnophilidae. Les couples forment le noyau de clans qui incluent leur descendance mâle avec leurs partenaires, et qui travaillent ensemble pour défendre leur territoire contre leurs rivaux.

## Liste des espèces
Selon la classification de référence du Congrès ornithologique international (version 6.4, 2016) :
- Phaenostictus mcleannani — Fourmilier ocellé (Lawrence, 1861)
  - Phaenostictus mcleannani saturatus (Richmond, 1896)
  - Phaenostictus mcleannani mcleannani (Lawrence, 1861)
  - Phaenostictus mcleannani pacificus (Hellmayr, 1924)